# Metin Toy
Metin Toy (Kütahya, 3 maggio 1994) è un pallavolista turco, opposto del Bursa BB.

## Biografia
Ḕ sposato con la pallavolista Selin Yurtsever.

## Carriera

### Club
La carriera di Metin Toy inizia nel settore giovanile del Fenerbahçe, venendo promosso in prima squadra nella stagione 2012-13: resta legato ai gialloblu per sei annate, conquistando una Coppa di Turchia, venendo eletto MVP del torneo, due edizioni della Supercoppa turca e una Challenge Cup, passando attraverso la vittoria della BVA Cup. Nel campionato 2017-18 si trasferisce all'İstanbul BB, che lascia nel campionato seguente per difendere i colori dell'Halkbank.
Nella stagione 2020-21 torna in forza al Fenerbahçe, dove in un biennio vince ancora una Supercoppa turca; nell'annata 2022-23 si trasferisce al Bursa BB.

### Nazionale
Fa parte della nazionale turca under 20 che partecipa al campionato europeo 2012, passando dalle qualificazioni, mentre un anno dopo, con l'under 21 è di scena al campionato mondiale; con l'under 23 conquista invece l'argento al campionato mondiale 2015, dove viene insignito del premio come miglior opposto.
Nel 2013 fa il suo debutto in nazionale maggiore in occasione delle qualificazioni al campionato europeo. In seguito si aggiudica la medaglia di bronzo all'European Golden League 2018, andando poi a vincere l'oro nell'edizione seguente del torneo, seguita da un argento alla Volleyball Challenger Cup 2022.

## Palmarès

### Club
- Coppa di Turchia: 1

2016-17
- Supercoppa turca: 3

2012, 2017, 2020
- Challenge Cup: 1

2013-14
- BVA Cup: 1

2013

### Nazionale (competizioni minori)
- Campionato mondiale under 23 2015
- European Golden League 2018
- European Golden League 2019
- Volleyball Challenger Cup 2022

### Premi individuali
- 2015 - Campionato mondiale under 23: Miglior opposto
- 2017 - Coppa di Turchia: MVP